# Ош-Пандо
Ош Пандо, Сайнинське городище — багатошарова археологічна пам'ятка у села Сайніно Дубенського району Мордовії 2-го тисячоріччя до Р. Х. — 1-го тисячоріччя по Р. Х..
Городище досліджено у 1946-49 роках П. Д. Степановим.

## Поселення балановської культури
Ош-Пандо є першим дослідженим поселенням баланівської культури (а на думку деяких вчених, — фатьянівської культури). Поселення дало назву одному з періодів цієї культури. Виявлено фрагменти орнаментованих ліпних посудин, уламки кам'яних сокир, мідний наконечник списа. Досліджено залишки наземних жител.

## Поселення ранньої залізної доби
Виділено також знахідки залізної доби: глиняні судини, грузила пірамід. форми, пряслиця, «рогаті цеглини», залізні та кістяні наконечники стріл.

## Городище іменьківської культури
Верхній шар Ош-Пандо залишено племенами іменьківської культури.
Городище розташоване на високому крейдяному мису. Збереглися вал й рів городища. Площа городища 81 м на 44 м.
Виявлено заглиблені у землю житла, продуктові ями з залишками зерна, землеробські знаряддя (наральники, серпи, жорна), предмети металургії й металообробки, озброєння, спорядження вершника, глиняний посуд, різноманітні прикраси, що відносяться до 5 -7 сторіч.
Знахідки свідчать про контакти населення Ош-Пандо з давньою мордвою.